# BT (musicista)
BT, pseudonimo di Bryan Wayne Transeau (Rockville, 4 ottobre 1971), è un cantautore, disc jockey e musicista statunitense.
È un esponente della trance elettronica ed è noto al pubblico anche per le sue abilità di polistrumentista nonché come autore di molte colonne sonore di film d'azione e videogiochi.

## Biografia
Transeau mostrò fin da bambino interesse per la musica, specialmente la classica, cominciando a studiare il pianoforte all'età di due anni.
Da ragazzino si avvicinò alla musica elettronica, appassionandosi al suono di gruppi come Depeche Mode e New Order.
Frequentò la Berklee College of Music da dove poi uscì dopo poco tempo per trasferirsi a Los Angeles.
Tra il 2014 e il 2016 collaborò con la Disney per realizzare la colonna sonora di sottofondo per Tomorrowland, l'area a tema futuristico del parco divertimenti Shanghai Disneyland presso lo Shanghai Disney Resort. Le tracce sono mixate su oltre 200 canali indipendenti in modo da creare un paesaggio sonoro tridimensionale ed immersivo che va oltre la semplice stereofonia.

## Filmografia

### Cinema
- Lara Croft: Tomb Raider (2001) - "The Revolution"
- Fast and Furious (2001) - "Nocturnal Transmission"
- Blade II (2002) - "Tao Of The Machine" (feat The Roots)
- Stealth - Arma suprema (2005)
- Reach Me - La strada per il successo (Reach Me), regia di John Herzfeld (2014)
- Dark Places - Nei luoghi oscuri (Dark Places), regia di Gilles Paquet-Brenner (2015)
- Premonitions (Solace), regia di Afonso Poyart (2015)

### Videogiochi
- Die Hard Trilogy 2: Viva Las Vegas (1999)
- Gran Turismo 3: A-Spec (2001) - "Madskillz-Mic Chekka"
- FIFA Football 2002 (2001) - "Never Gonna Come Back Down (Hybrids Echoplex Dub Mix)"
- Need for Speed: Underground (2003) - "Kimosabe" (feat. Wildchild)
- Need for Speed: Most Wanted (2005) - "Tao of the Machine (Scott Humprhey's Remix)" (feat. The Roots)
- Mafia: Terra Madre (2025) compositore

### Parchi a tema
- Shanghai Disneyland (2016) - "Shanghai Disneyland Tomorrowland's Backgrond Music"

## Discografia parziale

### Album
- 1995 - Ima
- 1997 - ESCM
- 1999 - Movement in Still Life
- 2003 - Emotional Technology

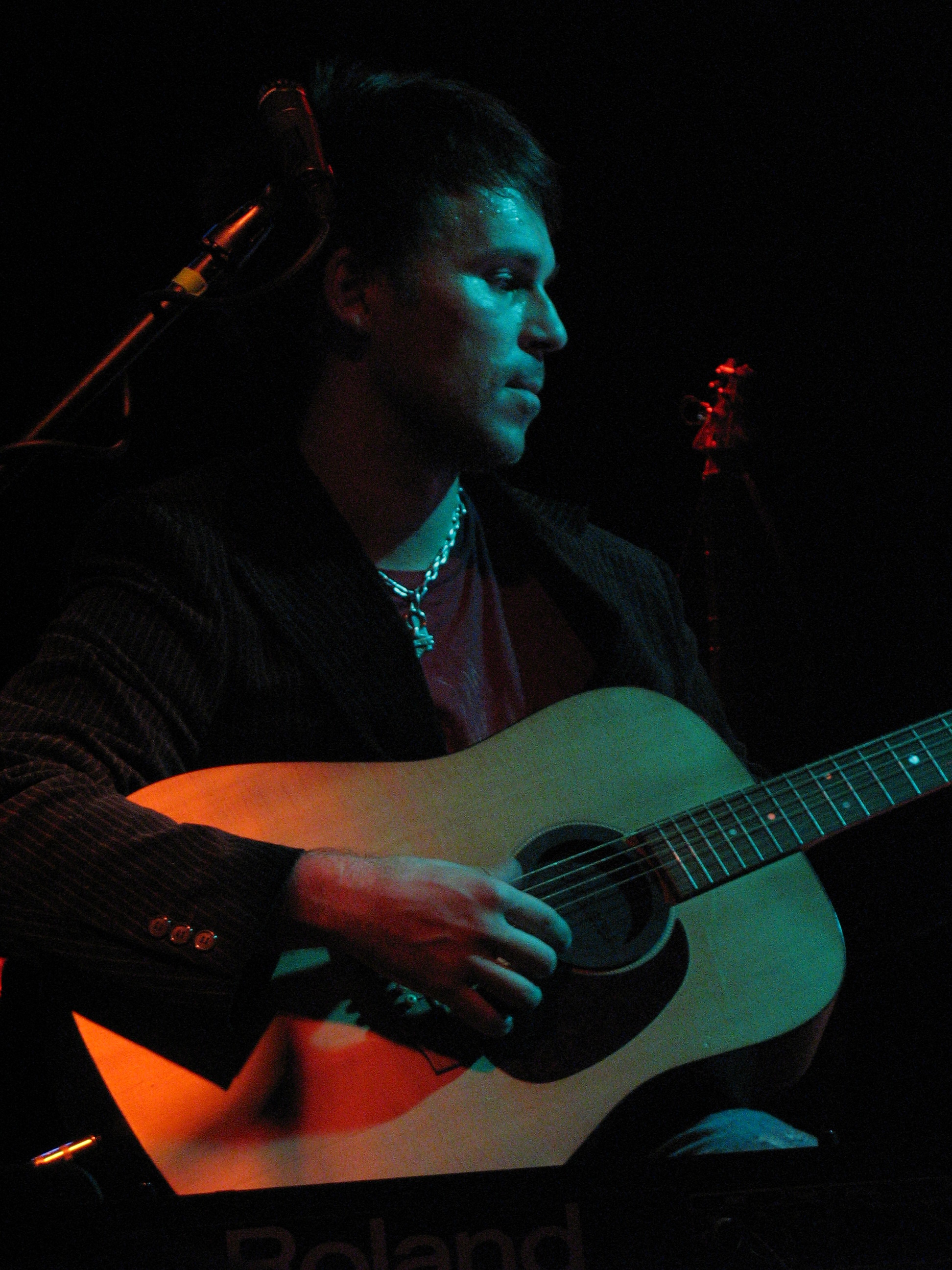
BT nel 2006

- 2004 - Music from and inspired by the film Monster
- 2006 - This Binary Universe
- 2007 - Emotional Technology
- 2010 - These Hopeful Machines
- 2012 - It the Stars Are Eternal So Are You and I
- 2012 - Morceau Subrosa
- 2013 - A Song Across Wires
- 2016 - _
- 2019 - Between Here and You
- 2019 - Everything You're Searching for Is on the Other Side of Fear
- 2020 - The Lost Art of Longing
- 2021 - G-Eron

### Singoli e EPs
- "Never Gonna Come Back Down" (2000) (vocals Mike Doughty)
- "Mercury and Solace" (1999) (vocals by Jan Johnston)
- "Dreaming" (2000) (vocals Kirsty Hawkshaw)
- "Love, Peace and Grease" (1997)
- "Flaming June" (1997)
- "Force of Gravity" (2005) (vocals BT and JC Chasez)
- "Suddenly" (2011)